# Георгиевка (Забайкальский край)
Георгиевка — село в Нерчинско-Заводском районе Забайкальского края России. Административный центр и единственный населённый пункт сельского поселения «Георгиевское».

## География
Село находится в южной части района, на левом берегу реки Или (бассейн Аргуни), на расстоянии примерно 11 километров (по прямой) к северо-западу от села Нерчинский Завод. Абсолютная высота — 666 метров над уровнем моря.
Климат
Климат характеризуется как резко континентальный, с продолжительной морозной зимой и относительно коротким тёплым летом. Средняя температура самого тёплого месяца (июля) составляет 18 — 19 °С (абсолютный максимум — 40 °С). Средняя температура самого холодного месяца (января) — −28,9 °С (абсолютный минимум — −53 °С). Годовое количество осадков — 412—420 мм.
Часовой пояс
Село Георгиевка находится в часовой зоне МСК+6. Смещение применяемого времени относительно UTC составляет +9:00.

## История
Основано в 1904 году. В 1930 году, в ходе коллективизации, была создана сельскохозяйственная артель. В 1932 году был образован колхоз «Искра» (с 1952 года — колхоз им. В. И. Ленина), реорганизованный в 1961 году в отделение совхоза «Нерчинско-Заводский».

## Население
| 2002 | 2010 | 2012 | 2013 | 2014 | 2015 | 2016 |
| ---- | ---- | ---- | ---- | ---- | ---- | ---- |
| 329  | ↘266 | ↘258 | ↘253 | ↘242 | ↘230 | ↘227 |
| 2017 | 2018 | 2019 | 2020 | 2021 |      |      |
| ↘221 | ↘215 | ↘206 | ↘202 | ↘175 |      |      |

Половой состав
По данным Всероссийской переписи населения 2010 года в гендерной структуре населения мужчины составляли 53 %, женщины — соответственно 47 %.
Национальный состав
Согласно результатам переписи 2002 года, в национальной структуре населения русские составляли 100 % из 329 чел.

## Инфраструктура
В селе функционируют основная общеобразовательная школа, библиотека и фельдшерский пункт.

## Улицы
Уличная сеть села состоит из четырёх улиц.